# Pačelma
Pačelma (in russo Пачелма?) è un insediamento di tipo urbano della Russia europea centrale, situato nell'oblast' di Penza; è il centro amministrativo del distretto Pačelmskij.
Si trova 146 km a ovest di Penza.